# Кавалам Нараяна Паникер
Кавалам Нараяна Паникер (малаял. കാവാലം നാരായണ പ്പണിക്കർ; 28 апреля 1928 — 26 июня 2016) — индийский драматург, театральный режиссёр
 и поэт-песенник.
Награждён третьей по высоте гражданской наградой Индии — Падма Бхушан.

## Биография
Родился в деревне Кавалам на территории туземного княжества Траванкор в Британской Индии (ныне округ Аллеппи штата Керала). Среди его родственников писатель К. М. Паниккар (дядя) и поэт Айяппа Паникер (кузен). Окончил юридический факультет Мадрасского университета и свою карьеру начал как юрист, проработав на этом поприще несколько лет прежде чем полностью посвятить себя литературе и театру.
В 1960-е годы он был назначен секретарём Керальского отделения Академии Сангит Натак.
Сыграл центральную роль в региональном театральном движении штата Керала. Он написал более 26 пьес на малаялам, в том числе Avanavan Kadamba, Sakshi, Daivathar, Kaikkuttappad и Ottayaan, и адаптировал на малаялам множество пьес на санскрите (Shakunthalalam, Karnabharam и Vikramorvasheeyam) и иностранных языках,
включая произведения Шекспира и «Фауста» Гёте, перенеся место действия в реалии Индии и добавив музыку и танцы.
Работал в сотрудничестве с такими театральными деятелями как С. Н. Шрикантан Наир и Г. Аравиндан. Паникер также организовал собственную театральную труппу Sopanam, которая исполняла его пьесы, и предпринял первые шаги к возрождению самой древней индийской театральной формы танца, кутияттам.
Скончался 26 июня 2016 года в своём доме в Тривандраме из-за болезни почек. У него остались жена Сарадамани и сыновья Кавалам Шрикумар и Кавалам Харикришнан.

## Награды и звания
В 1983 году он был награжден премией Академии Сангит Натак за вклад в области театра (режиссура).
Дважды становился лауреатом Kerala State Film Award за лучшую лирику, написав стихи к песням в фильме Vadakakkoru Hridayam (1978) и Marmaram (1982).
В 2007 году его заслуги были отмечены орденом Падма Бхушан.